# Kőrösi Henrik
Kőrösi Henrik, születési és 1880-ig használt nevén Reich Herman (Nagykőrös, 1859. augusztus 1. – Budapest, 1930. augusztus 27.) tanár, író, újságíró, lapszerkesztő. Kőrösi Sándor író, nyelvész öccse.

## Élete
Kőrösi (Reich) Zsigmond kántortanító és Goldhammer Mária gyermekeként született zsidó családban. Középiskolai tanulmányait Jászberényben, majd az egyetemet Budapesten végezte. 1885. augusztus 1-jén Óbudán kikeresztelkedett és feleségével együtt áttért a római katolikus hitre.
1886-tól Budapesten főgimnáziumi tanárként működött. 1895-ben Londonban és Párizsban volt tanulmányúton. 1897-ben tanfelügyelői címmel a közoktatásügyi minisztériumba került, ahol részt vett az új állami elemi iskolák, az analfabéta-tanfolyamok, az ifjúsági könyvtárak megszervezésében.
1908-ban királyi tanácsosi címet kapott. 1913-tól szerkesztette a Néptanítók Lapját. 1925-ben ő állította össze a Jókai-emlékkönyvet. Pedagógiai szakcikkeken kívül ifjúsági műveket és filmforgatókönyveket is írt.
Sírja a Fiumei úti sírkertben található.

## Családja

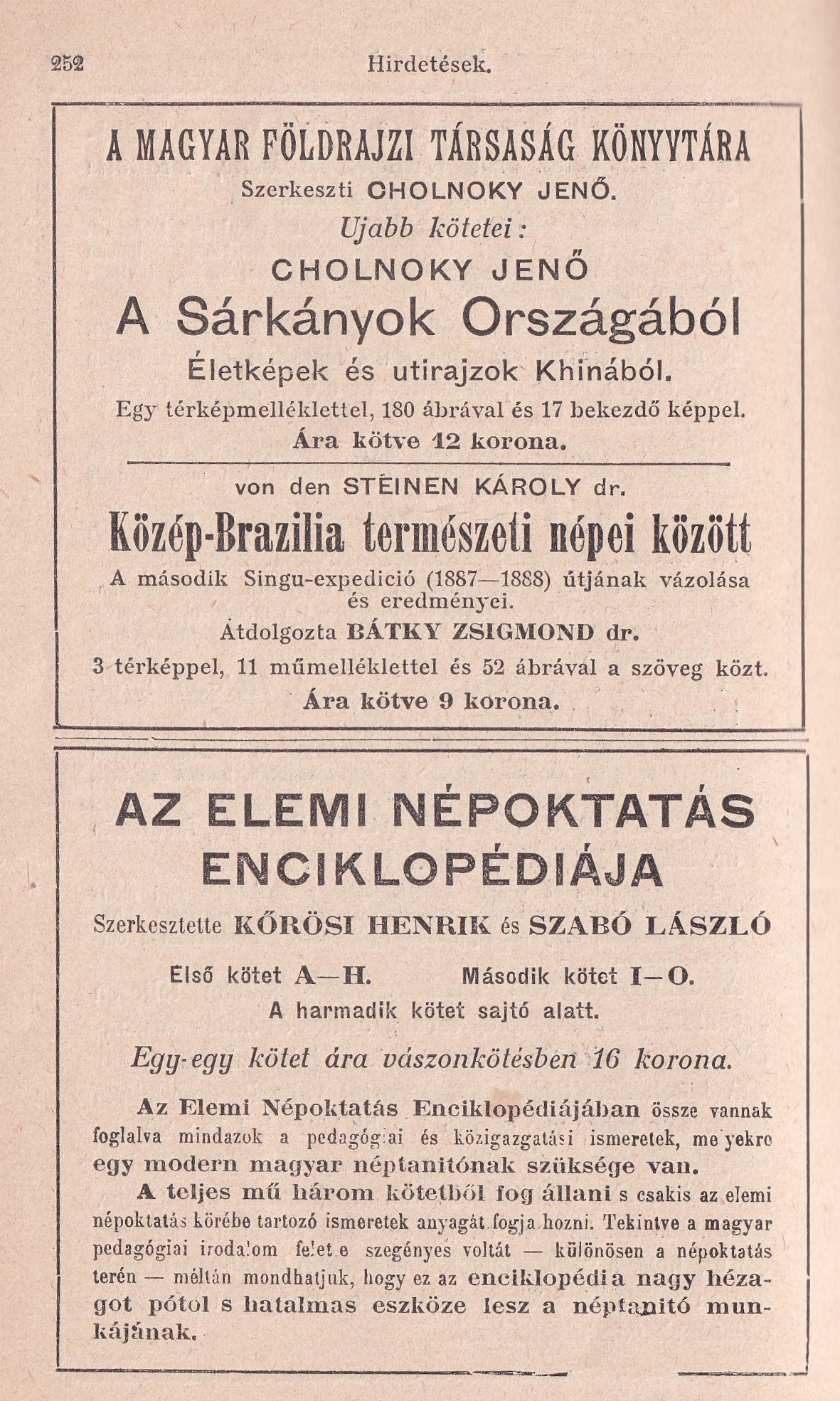
Népoktatási enciklopédiájának korabeli hirdetése

Házastársa Brüller Erzsébet (1862–1942) volt, Brüller Adolf vendéglős és Kohn Johanna lánya, akit 1885. május 24-én vett nőül.
Gyermekei:
- László György (1886–1939)[11] miniszteri tanácsos
- Pál Benedek
- Ferenc
- Ilona

## Művei

### Önálló könyvek
- A magyar népmesék anyagáról. Budapest, 1889.
- Pedagógiai kalauz. Budapest, 1900. (Néptanítók Könyvtára)
- (Sztojánovits Jenővel). A magyar lant. A magyar hazafias lyra és zene történeti fejlődése. Arany László és egyéb forrásművek nyomán írta Kőrösi Henrik. Zenéjét összeállította, magánhangokra, vegyes és férfikarra és zongorára átírta Sz. J. Iskolai és magánhasználatra. Vezérkönyv. Budapest, 1902.
- Magyar abc és olvasókönyv. Az elemi népiskolák I. osztálya számára. (Benedek Elek és Tomcsányi Jánossal). Mühlbeck Károly rajzaival. Budapest, 1909.
- Magyar abc és olvasókönyv. Az elemi népiskolák II. osztálya számára. (Benedek Elek és Tomcsányi Jánossal). Mühlbeck Károly rajzaival. Budapest, 1909.
- Magyar abc és olvasókönyv. A felnőttek számára. (Benedek Elekkel és Tomcsányi Jánossal). Budapest, 1909.
- Fali olvasótáblák a magyar abc és oIvasókönyvhöz. (Benedek Elekkel és Tomcsányi Jánossal). Budapest, 1910.
- Népiskolai szemléltető képek. (Benedek Elekkel és Tomcsányi Jánossal). Budapest, 1910.
- Vezérkönyv a magyar szó megtanítására. (Benedek Elek és Tomcsányi Jánossal). Budapest, 1910.
- Népoktatásunk nemzetközi megvilágításban. Budapest, 1911. (Különnyomat a Magyar Paedagógiából)
- Az elemi népoktatás enciklopédiája. Szerk. Szabó Lászlóval. 1-3. köt. Budapest, 1911–1915. (I. köt. Ism. 1911: Izraelita Tanügyi Értesítő 7. sz., Magyar Középiskola 372. 1., Magyar Nemzet 114. sz., Magyar Szó 85. sz., Nemzeti Iskola 18. sz., Népműv. 13:219. 1., Tanügyi Tanácsk. 7. sz.).
- Magyar olvasókönyv az elemi népiskolák IV. o. számára. (Benedek Elekkel és Tomcsányi Jánossal). Budapest, 1921.
- Tanítók tanácsadója I–II., szerk. Berwaldszky Kálmán és Moravitz Lajos közreműködésével.  Budapest, 1923.
- Az elemi népoktatás törvény- és rendelettára. Budapest, 1927.

### Szerkesztett könyvek
- Apponyi Albert gróf válogatott beszédei. Összeállította Kőrösi Henrik. Budapest, 1901. (Magyar Könyvtár)
- Jókai emlékkönyv. Budapest, 1925.

### Műfordításai, átdolgozásai
- Petike. Elbeszélés. Írta Peter Rosegger, Budapest, 1901. (2. kiadás: Benedek Elek Kis Könyvtára, 1911).
- Bözsike. Leányok s mindazok számára, akik a kis gyermeket szeretik. Elbeszélés Johanna Spyri után. Budapest, 1907.
- Vajticzky Emánuel: A háború és nevelés. Előszóval ellátta: Kőrösi Henrik. Budapest, 1915.
- Zimmermann Ottó: Szülők kézikönyve. Átdolgozta: Kőrösi Henrik. Budapest, 1928.

### Filmforgatókönyvek
- Chabert ezredes (Honoré de Balzac után). Budapest, 1925.
- A félkezű koldus, Az ibolya álma, Budapest, 1926.